# Iridàcies
.

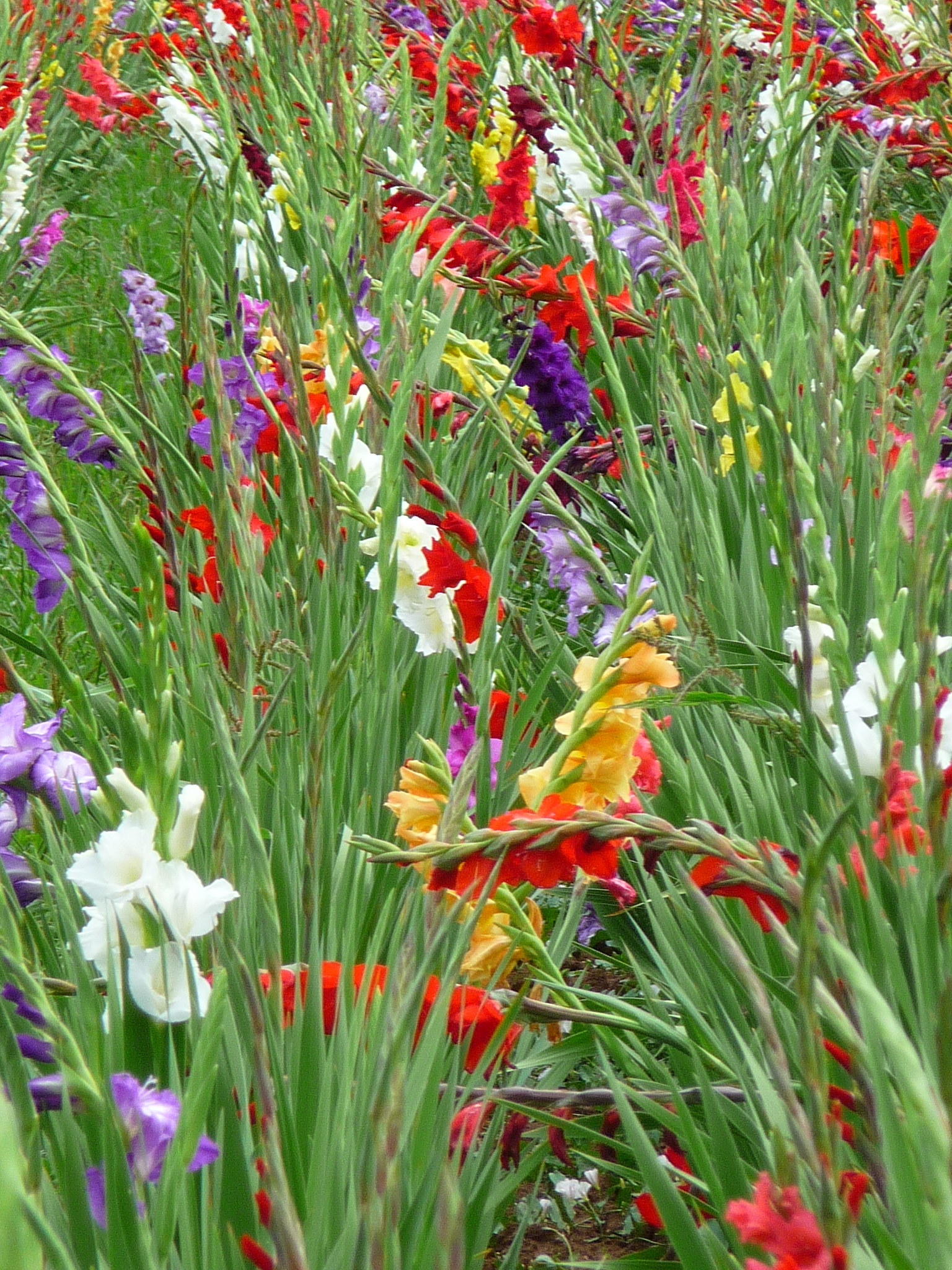
Híbrid cultivar de galdiols, Gladiolus × hortulanus.

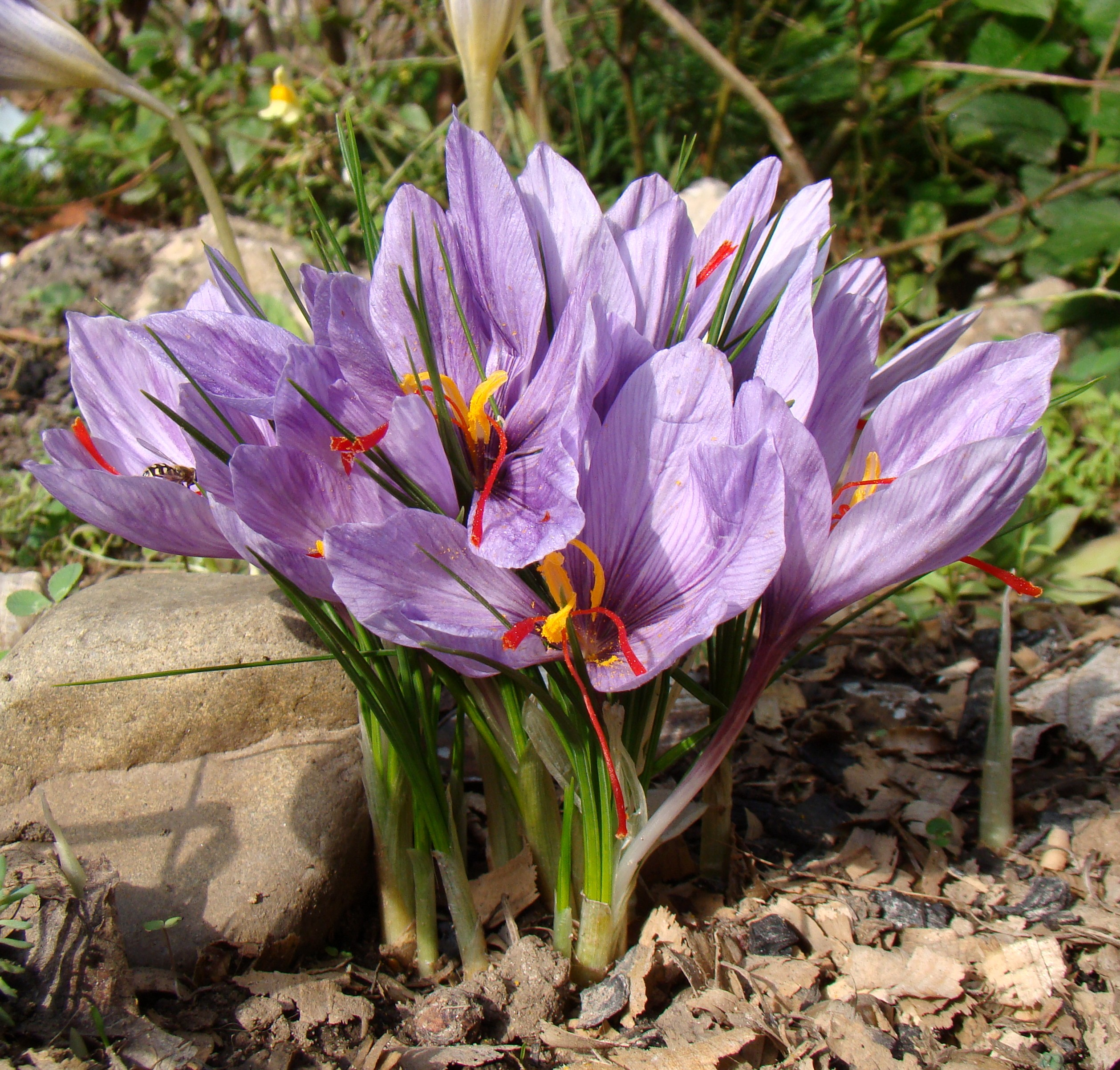
Safrà (Crocus sativus).

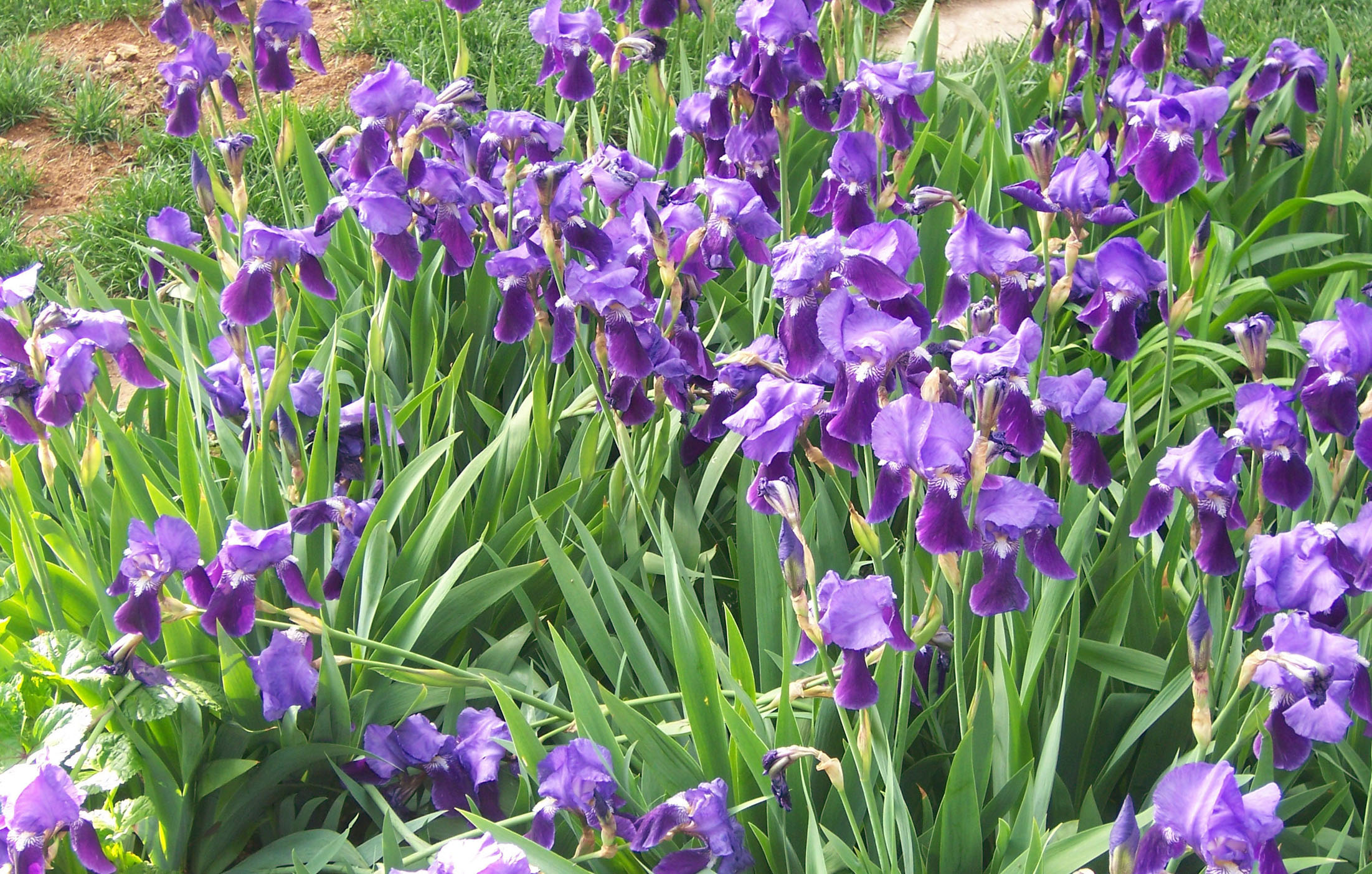
Lliris blaus (Iris × germanica).

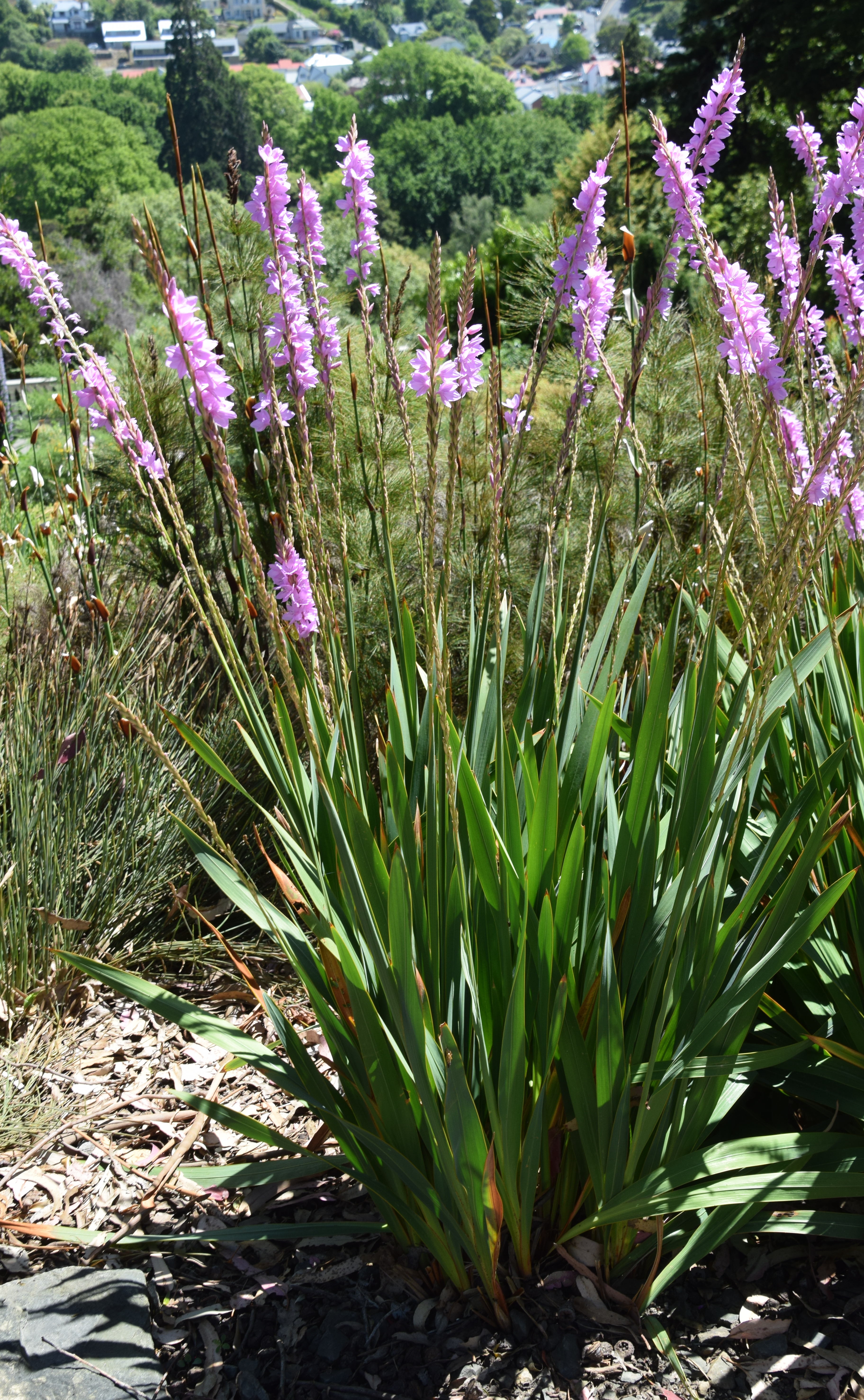
Watsonia marginata.

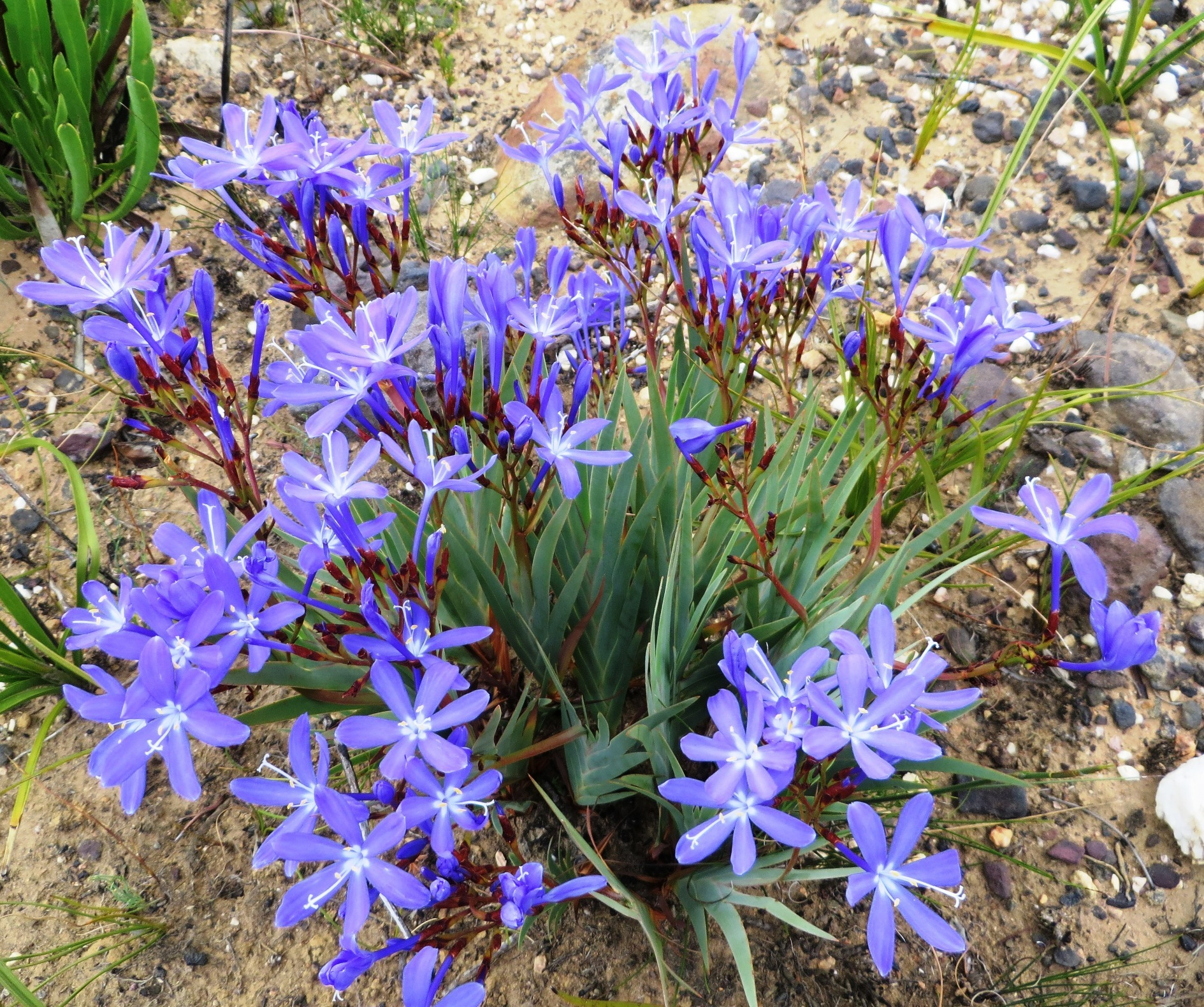
Nivenia stokoei

Les iridàcies (Iridaceae) són una família de plantes angiospermes de l'ordre de les asparagals (Asparagales), dins del clade de les monocotiledònies. Agrupa més de 2200 espècies en 69 gèneres i presenta una distribució cosmopolita, però amb una especial presència a l'Àfrica del Sud on s'hi troba més diversitat d'espècies que en el conjunt de l'hemisferi nord. Inclou plantes molt conegudes, com els gladiols o el safrà (Crocus sativus).

## Descripció
Són plantes herbàcies vivaces, amb tiges subterrànies en forma de rizoma, bulb o corm. Les flors són hermafrodites poden ser actinomorfes o zigomorfes, l'androceu està format per tres estams amb anteres biloculars, al gineceu l'ovari és ínfer, trilocular o monolocular amb nombrosos òvuls, l'estil és trilobulat. El fruit és una càpsula que presenta dehiscència loculicida.

## Taxonomia
Aquesta família va ser descrita per primer cop l'any 1789, sota el nom 'Irides, a l'obra Genera Plantarum del botànic francès Antoine-Laurent de Jussieu (1748 – 1836).

### Subfamílies
Dins d'aquesta família es reconeixen les següents subfamílies:
- Isophysidoideae Takht. ex Thorne & Reveal
- Iridoideae Eaton
- Patersonioideae Goldblatt
- Geosiridoideae Goldblatt & J.C.Manning
- Aristeoideae Vines
- Nivenioideae Goldblatt
- Crocoideae G.T.Burnett

### Gèneres
Dins d'aquesta família es reconeixen els 69 gèneres següents:
- Afrocrocus J.C.Manning & Goldblatt
- Afrosolen Goldblatt & J.C.Manning
- Alophia Herb.
- Aristea Aiton
- Babiana Ker Gawl.
- Bobartia L.
- Calydorea Herb.
- Chasmanthe N.E.Br.
- Cipura Aubl.
- Cobana Ravenna
- Codonorhiza Goldblatt & J.C.Manning
- Crocosmia Planch.
- Crocus L.
- Cyanixia Goldblatt & J.C.Manning
- Cypella Herb.
- Devia Goldblatt & J.C.Manning
- Dierama K.Koch
- Dietes Salisb. ex Klatt
- Diplarrena Labill.
- Duthiastrum M.P.de Vos
- Eleutherine Herb.
- Ennealophus N.E.Br.
- Ferraria Burm. ex Mill.
- Freesia Eckl. ex Klatt
- Geissorhiza Ker Gawl.
- Gelasine Herb.
- Geosiris Baill.
- Gladiolus Tourn. ex L.
- Herbertia Sweet
- Hesperantha Ker Gawl.
- Hesperoxiphion Baker
- Iris Tourn. ex L.
- Isophysis T.Moore
- Ixia L.
- Klattia Baker
- Lapeirousia Pourr.
- Larentia Klatt
- Lethia Ravenna
- Libertia Spreng.
- Mastigostyla I.M.Johnst.
- Melasphaerula Ker Gawl.
- Micranthus (Pers.) Eckl.
- Moraea Mill.
- Nemastylis Nutt.
- Nivenia Vent.
- Olsynium Raf.
- Orthrosanthus Sweet
- Patersonia R.Br.
- Phalocallis Herb.
- Pillansia L.Bolus
- Radinosiphon N.E.Br.
- Romulea Maratti
- Salpingostylis Small
- Savannosiphon Goldblatt & Marais
- Schizorhiza Goldblatt & J.C.Manning
- Sisyrinchium L.
- Solenomelus Miers
- Sparaxis Ker Gawl.
- Syringodea Hook.f.
- Tapeinia Comm. ex Juss.
- Thereianthus G.J.Lewis
- Tigridia Juss.
- Trimezia Salisb. ex Herb.
- Tritonia Ker Gawl.
- Tritoniopsis L.Bolus
- Watsonia Mill.
- Witsenia Thunb.
- Xenoscapa (Goldblatt) Goldblatt & J.C.Manning
- Zygotritonia Mildbr.

## Usos
Algunes espècies de la família de les iridàcies són econòmicament importants, sobre tot com a plantes ornamentals. Destaquen els gladiols, que han esdevingut un conreu molt important destinat a la producció de flor tallada, les varietats cultivades han estat desenvolupades principalment a partir d'espècies africanes. Un altre gènere amb varietats cultivars, també destinades a la flor tallada, és Freesia. Com a planta ornamental també es por citar el lliri blau (Iris × germanica), un híbrid comú als nostres jardins. Una altra espècie econòmicament important és el safrà (Crocus sativus), de les seves flors se n'obté l'espècia del mateix nom.